# Maristella Lippolis
Maristella Lippolis (Ventimiglia, 21 giugno 1951) è una scrittrice italiana.

## Biografia
Maristella Lippolis è nata a Ventimiglia e vive a Pescara. È laureata in giurisprudenza.
Dopo aver pubblicato alcuni racconti sulla rivista Tuttestorie, ha esordito nel 1999 con la raccolta La storia di un'altra vincitrice del Premio Chiara. 
Il suo primo romanzo è Il tempo dell'isola del 2004, al quale ha fatto seguito Adele né bella né brutta (finalista al Premio Stresa 2008) e Una furtiva lacrima del 2013.
Alla scrittura affianca l'insegnamento tecnico e la curatela di libri di narrativa e saggistica, oltre all'organizzazione di iniziative di valorizzazione della storia e della cultura di genere femminile. Collabora con le riviste Leggendaria, LetterateMagazine e col Magfest (Festival di donne nel teatro).

## Opere

### Racconti
- La storia di un'altra, Pescara, Tracce, 1999

### Romanzi
- Il tempo dell'isola, Pescara, Tracce, 2004 ISBN 88-7433-138-X
- Adele né bella né brutta, Casale Monferrato, Piemme, 2008 ISBN 978-88-384-9922-7
- Una furtiva lacrima, Milano, Piemme, 2013 ISBN 978-88-566-2560-8
- Raccontami tu, Verona, L'Iguana 2017 ISBN 978-88-98174-25-6

### E-book
- Un natale perfetto, Piemme, 2013
- Profumo di maggiorana, Piemme, 2013
- La storia di un'altra, Piemme, 2013